# Rosario Bawitz
Rosario Bawitz är en ort i Mexiko.   Den ligger i kommunen Las Margaritas och delstaten Chiapas, i den sydöstra delen av landet, 800 km öster om huvudstaden Mexico City. Rosario Bawitz ligger 1 723 meter över havet och antalet invånare är 556.
Terrängen runt Rosario Bawitz är huvudsakligen kuperad, men åt nordost är den platt. Runt Rosario Bawitz är det ganska tätbefolkat, med 100 invånare per kvadratkilometer. Närmaste större samhälle är Yasha, 11,8 km söder om Rosario Bawitz. I omgivningarna runt Rosario Bawitz växer i huvudsak städsegrön lövskog.